# همه فرزندان من (مجموعه تلویزیونی)
همهٔ فرزندان من نام یک مجموعهٔ تلویزیونی ایرانی به کارگردانی محمد دستگردی است که در سال ۱۳۷۶ تولید و از شبکه ۱ پخش گردید.

## خلاصه داستان
این مجموعه تلویزیونی، روایت‌گر زندگی دو برادر است که در دو سوی خیر و شر قرار دارند. «نصرالله» و «فتح‌الله» دو برادرند که به دلیل تضاد فکریِ زیاد، با یکدیگر در اختلاف هستند. «فتح‌الله» در زمان جنگ به فکر یاری رساندن به جبهه است و پسرش نیز داوطلبانه به جبهه می‌رود و شهید می‌شود؛ اما «نصرالله» در فکر معافی پسرش «فؤاد» است که قرار است با دختر یکی از ثروتمندان شهر ازدواج کند. سرانجام «فؤاد» برخلاف نظر خانواده، به جبهه اعزام می‌شود و به اسارت نیروهای عراقی در می‌آید. در انتها و با بازگشت «فؤاد» از اسارت، پدر و مادر او هم متحول می‌شوند و …

## بازیگران و عوامل تولید

### عوامل تولید
- طراح، تهیه‌کننده و کارگردان: محمد دستگردی
- نویسندگان: محمد دستگردی، حمید اکرمی
- محقق و مشاور فیلمنامه: فروزان اسکندری
- جلوه‌های ویژه: حسن راستگو
- طراح لباس: پروانه قاسمیان
- طراح صحنه: سعید عمرانی
- منشی صحنه: روح‌انگیز شمس
- تیتراژ: رامین هوشمندی
- عنوان‌بندی: محمدهادی رجبی
- تدوین: محمد دستگردی
- عکاس: حمید دستگردی
- موسیقی: ایمان حجت
- شعر: سهیل محمودی
- خواننده: مهندس امید حجت، مجتبی گلستانی
- صدابردار: بهروز کاشی‌ساز، حمید دژاکام
- صداگذاری و میکس: اصغر نظامدوست
- طراح لباس و صحنه‌های جنگی: حسین منصورفلاح
- مونتاژ مغناطیسی: حمدالله خلیلی، امیرحسین خرمشاهی
- مدیر دوبلاژ صحنه‌های عراقی: جلال مقامی
- چهره‌پردازی: پروین عضدی، حسین ذوالفقاری، مهران خلج
- برنامه‌ریز و دستیار کارگردان: حمید اکرمی، رضا ابوفاضلی
- گروه کارگردانی: حامد صفایی، علی بابکی، عبدالرضا فیروزان
- مسئول فنی: فرامرز قزوینیان
- ناظر مالی: محمود معنوی، منوچهر محمدی
- انیمیشن: رضا انصارین
- روابط عمومی: بهروز مدرسی
- تدارکات نظامی: محسن فروزنده
- پشتیبانی تدارکات نظامی: محمد قانعی
- دستیار جلوهای ویژه: مهدی جعفری
- دستیار لباس: مهناز شعبانی
- دستیار طراح صحنه‌های جنگی: جلال منصورفلاح، عباس شوقی
- گروه فنی: حسین عبدلی، فیروز محمودپور، غفور نادرزده، محمداسماعیل تهرانی
- نور و تصویر: علیرضا صادقی یگانه،محمدرضا صمیمی، جهانشیر فروتنی، کمال آربونی، محمدتقی شمعخانی
- دستیار تصویر: مسعود فیاض نیکو، مهدی تاجیک، امیر کوشانی، علی رمضانی
- تدارکات سعید پیران، حسن عسکری، مسعود جهانبانی، سعید احمدحصار، علی صلاحی، محرم صادق‌نژاد، کبری کبیری
- گروه تولید: علی خانی ابیانه‌ای، غلامرضا حیدری، سعید ابراهیم، رضا پیکارپرستان، هوشنگ حبیب‌زاده
- مدیر تهیه: حمید آفتاب‌آذری
- فرمت تصویر: ویدئویی
- تعداد قسمت‌ها: ۲۰ قسمت
- مدت زمان: ۹۰۰ دقیقه
- محصول: گروه اجتماعی شبکه ۱
- سال تولید: ۱۳۷۶